# Atractus erythromelas
Espèce
Atractus erythromelas est une espèce de serpents de la famille des Dipsadidae.

## Répartition
Cette espèce se rencontre en Colombie et dans l'État de Mérida au Venezuela.

## Description
L'holotype de Atractus erythromelas mesure 430 mm dont 40 mm pour la queue. Cette espèce a une coloration très variable. Sa face dorsale peut être rouge avec des points noirs disposés en quinconce ou noire avec des barres transversales rouges de manière plus ou moins continue. Sa tête est brun rougeâtre et présente des points noirs ainsi qu'une barre noire traversant l’œil ce chaque côté. Sa face ventrale est rouge largement et irrégulièrement taché de noir ou présentant une ligne médiane plus ou moins large qui est parfois remplacée par une série de petits points noirs. Le dessous de sa queue est rouge uniforme ou tacheté de noir.

## Étymologie
Son nom d'espèce, du grec ancien ἐρυθρός, érythrós, « rouge », μέλας, mélas, « noir », et  lui a été donné en référence à sa livrée.

## Publication originale
- Boulenger, 1903 : On some batrachians and reptiles from Venezuela. Annals and Magazine of Natural History, sér. 7, vol. 11, no 65, p. 481-484 (texte intégral).